# S/S Orania
Ångfartyget Orania av Stockholm var ett svenskt handelsfartyg som sänktes utanför Shetlandsöarna den 11 februari 1940. 14 personer omkom.

## Historik
Orania byggdes till Förnyade Ångfartygs AB Götha i Göteborg vid Lindholmens varv 1919. Hon tillhörde samma rederi som ångarna S/S Flandria och S/S Patria. Dessa tre fartyg sänktes inom en tidsrymd av tre veckor 1940 och vid deras förlisningar omkom sammanlagt 50 personer.
Orania hade endast haft smärre haverier. 1928 hade hon en lindrig kollision i Buenos Aires med den italienska ångaren Atlantica av Fiume. 1937 spolades en eldare överbord i Sydatlanten och omkom. Sist fördes Orania av kaptenerna Marthins och Öhlén. En äldre broder till kapten Öhlén hade omkommit 1938 under det spanska inbördeskriget som noninterventionskontrollant på den engelska ångaren Farnham, då detta fartyg sänktes. Se artikel S/S O.A. brodin. 

## Torpederingen
Den 6 januari 1940 avgick Orania från Buenos Aires med last av 2 400 ton majs, 400 ton oljekakor och 100 ton kli destinerad till Malmö och Åhus. När fartyget den 11 februari kommit upp i närheten av Shetlandsöarna inträffade en explosion kl 22:30, orsakad av en torped. Orania sjönk inom tre minuter 65 sjömil nordost om Flugga fyrskepp vid Shetland. Kaptenen, dennes hustru och tolv man gick i den ena livbåten, medan förste styrman och nio man tog plats i den andra. Hela besättninen kom ifrån fartyget innan det gick till botten. Efter en halv timma försvann kaptenens livbåt i mörkret och när det ljusnade på morgonen kunde den inte upptäckas från styrmannens livbåt. De tio männen i styrmannens livbåt räddades, däremot avhördes aldrig kaptenens livbåt.